# Ernesto Garcia Lledó
Ernesto Garcia Lledó (Játiva, Valencia, España, 21 de abril de 1965) es un profesor valenciano.

## Biografía
Licenciado en Bellas Artes en la especialidad de dibujo. Estudió en la Facultad de San Carlos de la Universidad Politécnica de Valencia. Cursó también estudios de electrografía, Copy‑Art y Arte Efímero. Ejerce como profesor de enseñanza secundaria en la especialidad de dibujo en el IES Josep de Ribera de Játiva.
Ha expuesto en centros culturales y galerías de Madrid, Valencia, Játiva, Burjasot, Quart de Poblet, Onteniente, Alcira y Benidorm entre otras. Además, ha estado presente en exposiciones colectivas muy significativas como el XIV Salón de Primavera Valencia (1987), la I Bienal de Copy‑Art en la embajada española de París (1989), la I Bienal Internacional Terra d'Aqua en Vercelli (Italia, 1996), la de Tiringham Art Gallery en Boston (Massachusetts, EE.UU.), y la de Ritha Sol Gallery en Santa Fe (Nuevo México, EE. UU.), ambas en el año 1999, la de obra gráfica en la Biblioteca Nacional de España (Madrid, 2002) y otras. También ha expuesto en el Centre Cultural Nou d'Octubre, de Valencia, en un homenaje a Vicent Andrés i Estellés.
Ha tomado parte en ferias internacionales de arte en Fráncfort del Meno (Art Frankfurt 97), en Ámsterdam (KunstRAI 96), en Gante (Lineart 95), en Turín (Artissima 95) y en Valencia (Interart 88). En 2015 fue el autor del cartel de la Feria de Agosto de Xàtiva.
Tiene obra adquirida por la Biblioteca Nacional y también, en exposición permanente, por la Catedral de Valencia, por la Colegiata de Játiva, así como por diversos ayuntamientos y colecciones privadas. Ha obtenido, entre otros premios y menciones, el de pintura de la Feria de Agosto de Játiva, el del Rotary Club de Játiva, o el Diez de Arte de Valencia. Como grabador ha colaborado en carpetas como 650 Aniversari del Títol Xàtiva Ciutat (1999), Escoles en Valencià (2001), Tirant a Blanc (2005) y Crema de Xàtiva 1707-2007.
Es miembro del grupo TAB (Tirant a Blanc), lo que hace que comparta las inquietudes de tipo artístico, culturalmente sociales e ideológicas que lo caracterizan: la experimentación, la divulgación, es decir, el trabajo constante por hacer llegar el arte a todos y la defensa de unos valores de clara raíz humanista.
La creación pictórica de Ernesto Garcia Lledó nace de una sólida formación académica clásica. Es a partir del análisis y el estudio de las raíces culturales grecolatinas cuando en su obra se produce un desarrollo evolutivo en los planteamientos plásticos, tendiendo hacia un expresionismo figurativo muy gestual que posteriormente evoluciona hacia un informalismo lírico, con una mayor carga poética. En su entorno, en lo cotidiano, se puede encontrar la percepción de lo vital, lo que ayuda a establecer puentes de reflexión que deriven en la creación artística entendida no como meta, sino como forma de vida. El tratamiento técnico y el uso del color alcanza un gran protagonismo. El paso del tiempo, la erosión y el desgaste son, entre otros, una constante patente en el desarrollo de la diversidad temática abordada en sus obras.
- Datos: Q11681550